# Chúdovo
Chúdovo (en ruso: Чýдово) es una localidad del óblast de Nóvgorod, en Rusia. Centro administrativo del raión de Chúdovo, está ubicada a orillas del río Kerest (afluente del río Voljov), 80 km al norte de Nóvgorod y 100 km al sur de San Petersburgo. Población: 16 148 (2010).

## Historia

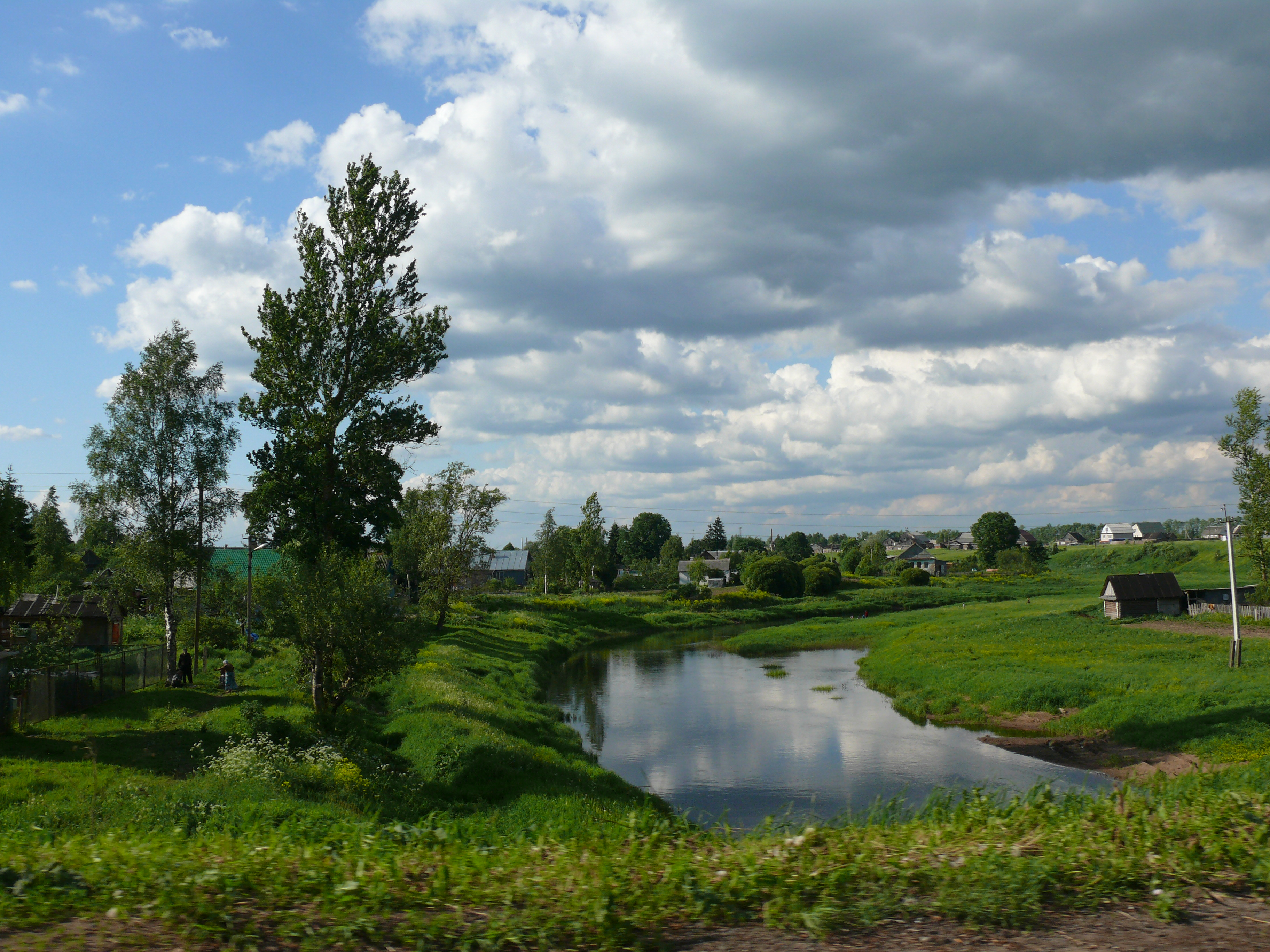
El río Kerest en Chúdovo

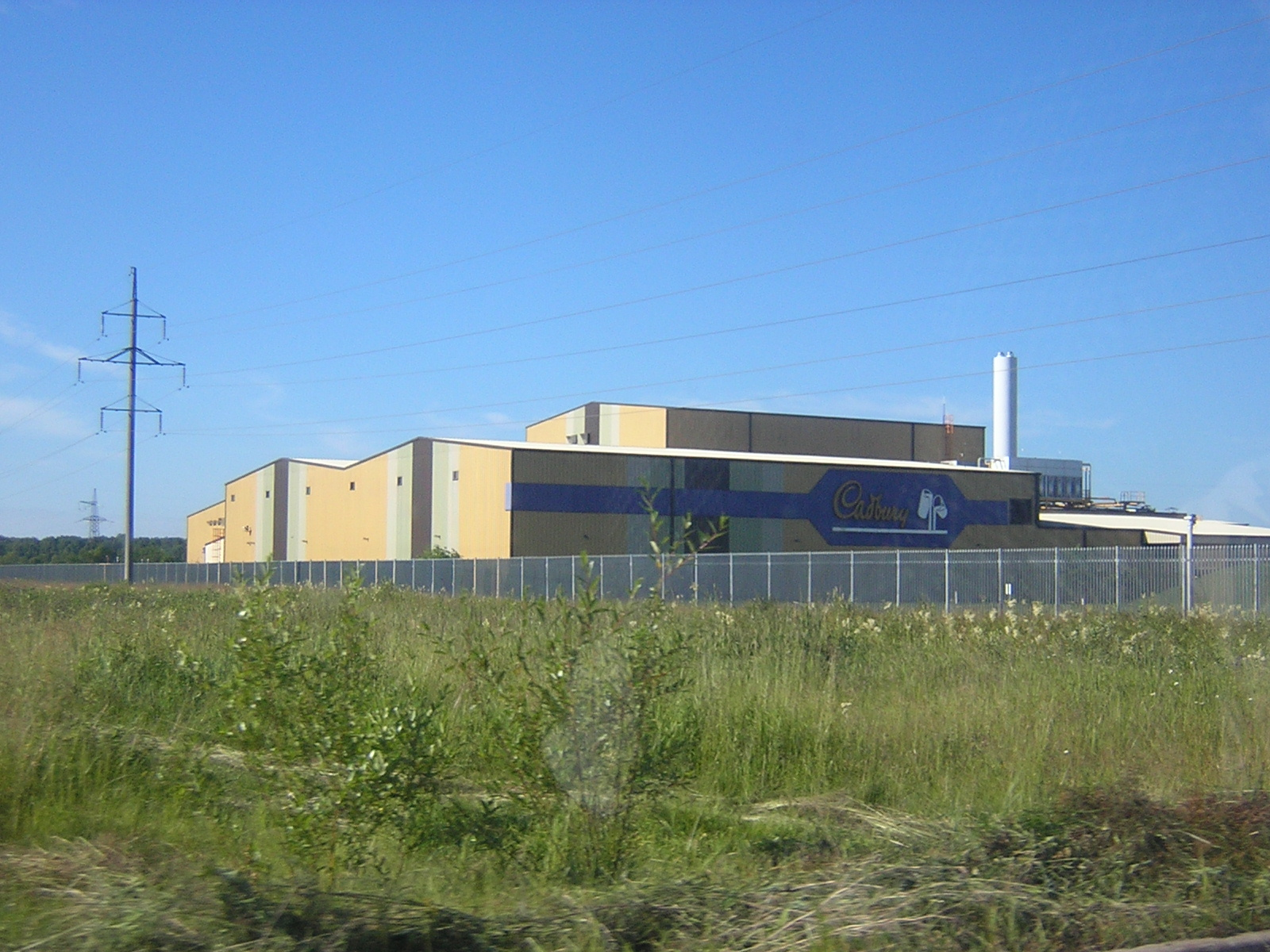
Fábrica de Cadbury en Chúdovo

El asentamiento de Chudovski Yam (Чудовский Ям) fue mencionado por primera vez en las crónicas de 1539.  Recibió su nombre actual en 1851, y alcanzó el estatus de ciudad en 1937.  Nikolai Nekrasov frecuentó el lugar en los veranos de 1871-1876, su antigua casa es ahora, un museo dedicado a su memoria. En la cercana aldea de Syabrenitsy hay un museo del escritor Gleb Uspenski en la casa que él habitó durante los años cuarenta del siglo XIX. La vieja finca Gruzino del conde Alekséi Arakchéyev se encuentra a varios kilómetros de la ciudad.
Durante la Segunda Guerra Mundial, la ciudad fue tomada por la Wehrmacht de la Alemania Nazi el 20 de agosto de 1941 y recuperada por las tropas del Frente del Vóljov del Ejército Rojo durante la ofensiva Leningrado-Nóvgorod el 29 de enero de 1944.

## Industria
Las más grandes industrias de Chúdovo incluyen una fábrica de fósforos (Rúskaya Spichka), una fábrica de madera contrachapada (de la compañía finlandesa UPM-Kymmene), y una fábrica de la empresa Cadbury Schweppes. Existen además compañías dedicadas a la ingeniería mecánica (Energomash) y a la elaboración de traviesas de hormigón para el ferrocarril.

## Transporte
Es un importante cruce, en la intersección de las líneas de ferrocarril Moscú-San Petersburgo (kilómetro 118) y Nóvgorod-Voljov (la línea entre Chúdovo y Staraya Rusa vía Veliky Novgorod fue abierta el 12 de julio de 1878, sin embargo, el segmento más allá de Nóvgorod fue destruido durante la Segunda Guerra Mundial, y no volvió a ser restaurado). Desde 1919, se encuentra asimismo en un enlace del ferrocarril de Murmán.
En cuanto al tránsito rodado, la localidad se sitúa en la autopista federal M10 que conecta Moscú y San Petersburgo y que continúa hasta la frontera finesa.

## Demografía
| 1897  | 1959   | 1970   | 1979   | 1989   | 2002   | 2008   |
| ----- | ------ | ------ | ------ | ------ | ------ | ------ |
| 1 000 | 10 700 | 12 500 | 14 500 | 17 982 | 17 434 | 16 392 |

## Ciudades hermanadas
- Parainen, Finlandia.

La ciudad mantiene así mismo estrechas relaciones con la ciudad de Kumla, en Suecia.